# Серобрюхая крапивниковая муравьеловка
Серобрюхая крапивниковая муравьеловка (лат. Isleria hauxwelli) — вид птиц из семейства типичные муравьеловковые. Был впервые описан в 1857 году британским зоологом Филипом Латли Склейтером под биноминальным названием Formicivora hauxwelli. Род Isleria был представлен в 2012 году. Видовое название дано в честь английского коллектора птиц в Эквадоре и Бразилии Джона Хоксуэлла  (англ. John Hauxwell, 1827—1919).  Выделяют три подвида.

## Распространение
Обитают на территории всех государств Амазонской низменности. Естественной средой обитания являются субтропические или тропические влажные равнинные леса. Птицы держатся около уровня земли, часто цепляясь за растительность.

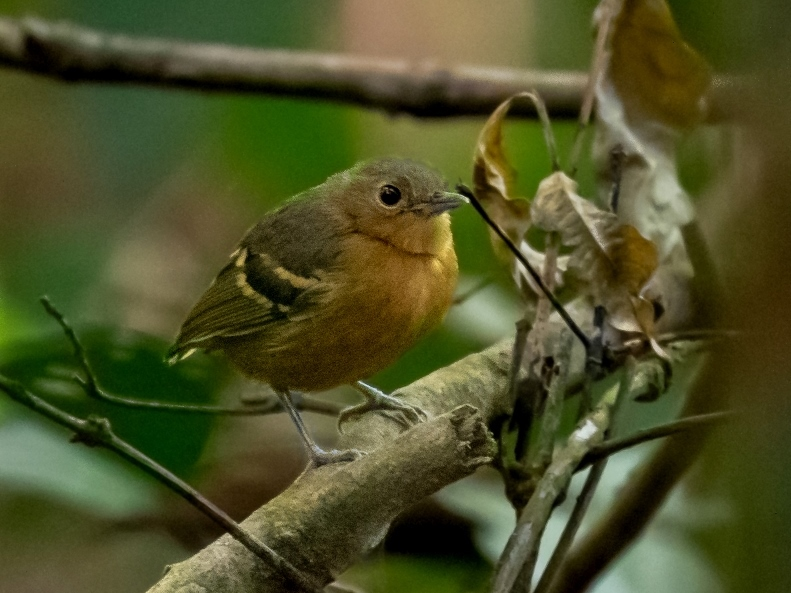
Самка Isleria hauxwelli

## Описание
Длина тела 8,5—9,5 см, масса 9—12 г. Из-за короткого хвоста тело птицы выглядит непропорционально крупным. Самцы почти полностью окрашены в бледно-серый цвет с более тёмными крыльями. На крыльях есть две яркие белые полоски. Самки имеют коричневатую окраску нижней стороны тела, верхняя часть тела и корона серые и две бледные полоски на крыльях.

## Биология
Питаются насекомыми и другими членистоногими, а также мелкими ящерицами.
МСОП присвоил виду охранный статус LC.